# Madame Terror
Madame Terror är en roman av Jan Guillou, utgiven av Piratförlaget den 16 augusti 2006. 

## Handling
Efter att den ryska ubåten Kursk gått under i Barents hav till följd av ett amerikanskt misstag står det klart att ryssarna utvecklat en överlägsen ubåtsteknologi. När palestinierna, som alltid stått i tekniskt underläge mot sina fiender, lyckas köpa en sådan ubåt inleds planeringen av ett anfall mot den israeliska flottan. Ansvarig för operationen är Mouna al Husseini, som länge antagits vara dödad. När operationen riskerar att omöjliggöras av samarbetssvårigheter i den palestinsk-ryska besättningen måste hon försöka rekrytera en gammal vän som också länge varit försvunnen, ingen mindre än den legendariske Carl Gustaf Gilbert Hamilton.

## Tema
Berättelsen handlar om kriget mot terrorismen och världens tillstånd i politik och media efter 11 september-attackerna, och att "den enes frihetshjälte är den andres terrorist". Inledningen bygger på den obekräftade teorin att Kursk sänktes av amerikanerna.        

## Synopsis
När den ryska ubåten Kursk går under i Barents hav är den officiella förklaringen en intern olycka med fartygets egna torpeder. I själva verket blev Kursk sänkt av den amerikanska ubåten USS Memphis, i ett misstag till följd av en oväntad manöver där Kursk uppvisat helt ny, överlägsen teknologi.
Mouna al Husseini, brigadgeneral med ett långt förflutet inom den palestinska underrättelsetjänsten, dyker upp i London för ett sammanträde med MI5 och MI6. Hon har länge förmodats vara död, mördad av den israeliska underrättelsetjänsten Mossad, och har sedan dess levt och verkat under cover. Hon har kommit för att rekrytera högutbildade engelska vetenskapsmän med palestinsk bakgrund, med argumentet att västvärlden mår bättre av att de hamnar hos henne inom det seriösa underrättelseväsendet än att de riskerar lockas in i islamsk terrorism.
Vetenskapsmännen hamnar i Murmansk där de ska arbeta på ubåten K 601, i en blandad besättning av ryssar och palestinier. Yassir Arafat har före sin död försett Mouna med kapital för att skapa en palestinsk flotta, och hon har med Putins goda vilja köpt en rysk ubåt av supertypen Alfa som modifierats med tystgående dieselelektriskt maskineri och ultramodern teknik. Den planerade operationen är ett anfall mot den israeliska flottbasen i Haifa, i syfte att som minimum säkra en egen hamn och territorialvatten åt Gazaremsan.
Operationen stöter dock på problem redan under förberedelsefasen i Murmansk. Besättningen har stora samarbetssvårigheter, främst beroende på rasism från ryssarna. För att rädda operationen behövs en helt neutral men totalt respekterad befälhavare. Det måste vara en man, som varken är ryss eller arab, är äkta sjöofficer, talar både ryska och engelska, och ska helst ställa upp av politiskt övertygelse snarare än pengar. Det skadar inte om han också är dekorerad med både ryska och palestinska medaljer. En sådan man existerar, och är dessutom en gammal vän till Mouna.
Mannen de söker är Carl Hamilton, som sedan tio år tillbaka lever i exil under namnet Charles Hamlon i La Jolla utanför San Diego, gömd av FBI efter att ha dömts till livstids fängelse i Sverige (se En medborgare höjd över varje misstanke). Mouna söker upp honom i hans hem och när han blir erbjuden uppdraget ställer han upp, eftersom han hellre dör för Palestina och får leva sin sista tid som den han en gång var istället för att leva vidare i hemlig exil.
Hamilton ser i sin tur till att rekrytera en kvinnlig rysk läkare, och på hans initiativ tar ubåten ombord en kvinnlig reporter från Al Jazeera som inbäddad presstjänst eftersom en stor del av moderna krig numera utkämpas i media.
K 601 döps om till U-1 Jerusalem och lämnar Murmansk under palestinsk flagg. Ubåten tar sig oupptäckt in i Medelhavet där de slår ut en israelisk ubåt och tar ombord den överlevande besättningen som krigsfångar. Sedan genomför de sitt anfall mot den militära hamnen i Haifa med först kryssningsmissiler och sedan torpeder. Ubåten anfaller också den israeliska reservhamnen i Ashdod. De israeliska flottstridskrafterna i Medelhavet är nästan fullständigt utslagna och hela världen, inte minst Bush-regimen med utrikesminister Condoleezza Rice, är chockade, särskilt när Palestinas president Mahmoud Abbas går ut med tv-meddelandet att "den palestinska flottan" ligger bakom den militära attacken och hänvisar till folkrätten, eftersom Palestina gång på gång krävt att Israels belägring av Gaza ska upphöra. George W Bush fördömer attacken som ett terrordåd och ger order till den amerikanska Medelhavsflottan att jaga och förinta terroristubåten. Även Nato deltar i jakten.
Som segergest, men också för att helt enkelt få försöka ordna mat, seglar en stor mängd palestinska fiskebåtar ut från Gaza. De anfalls genast av israeliska attackhelikoptrar som massakrerar en stor mängd oskyldiga fiskare.
U-1 Jerusalem tar sig omärkt ut i Atlanten och dyker upp i Kapstaden där de tas emot av Nelson Mandela och håller presskonferens tillsammans med den palestinska presidenten. Condoleezza Rice reser dit för att möta Mouna i fredsförhandlingar. Hela ubåtsbesättningen tilldelas den sydafrikanska Order of the Companions of OR Tambo.
När U-1 Jerusalem går ut i Atlanten igen anfalls den av två amerikanska ubåtar som legat i bakhåll, USS Jimmy Carter och USS Alexandria. USS Jimmy Carter avfyrar två torpeder mot U-1 Jerusalem, som undviker dem och sänker den amerikanska ubåten. Hamilton övertalar sedan USS Alexandria att kapitulera.
U-1 Jerusalem lurar åter igen omvärlden och dyker upp i Röda havet, där den sänker ännu en israelisk ubåt och utför ett förödande anfall mot den militära hamnen vid israeliska Eilat. Ubåten seglar vidare via Saudiarabien, undkommer en amerikansk flottstyrka utan strid och återvänder till Murmansk för att sälja tillbaka ubåten.
Den amerikanska försvarsministern Donald Rumsfeld avgår. FN röstar igenom en resolution som ger Gaza suveränt territorium.
Efter republikanernas förlust i kongressvalet beslutar den nya majoriteten att Mouna ska tilldelas Navy Cross för tidigare utförda militära insatser (se Den enda segern), vilket politiskt flyttar över skulden över dödade amerikanska ubåtsmän till Bush-regimen, och Mouna håller tal i kongressen.
För sin insats på U-1 Jerusalem tilldelas Hamilton och kommendör Petrov varsin Ryska federationens hjälte.

## Rollfigurer
Mouna al Husseini - palestinsk brigadgeneral
Condoleeza Rice - amerikansk utrikesminister
Carl Hamilton - svensk viceamiral
Aleksander Ovjetchin - rysk kommendörkapten
Anatolij Petrov - rysk konteramiral
Peter Feisal - palestinsk-engelsk vetenskapsman
Jelena Mordavina - rysk läkare
Rashida Asafina - reporter på Al Jazeera

## Kuriosa
Boken är en fristående berättelse med PLO-officeren Mouna al Husseini som mest framträdande huvudperson. Men eftersom Carl Hamilton i denna roman gör sin återkomst och spelar en stor roll kan den räknas som en del i Hamilton-serien, även om den inte ska räknas till den ursprungliga Coq Rouge-serien om tio böcker som slutade med En medborgare höjd över varje misstanke (1995).  
Mouna introducerades i Coq Rouge (1986) och återkommer sedan i Den demokratiske terroristen (1987), Fiendens fiende (1989), Den enda segern (1993) och I hennes majestäts tjänst (1994).   
Den ryska läkaren Jelena Mordavina förekommer även i Ingen mans land (1992) och Den enda segern (1993).   
Mycket av handlingen i epilogen till En medborgare höjd över varje misstanke (1995) och novellen Hamlon (1995) återanvänds i kapitlet där Hamilton återintroduceras.
Boken är mycket kritisk mot George W. Bush och hans två medarbetare Donald Rumsfeld och Dick Cheney, men däremot mer positivt inställd till utrikesministern Condoleezza Rice.
Ingemar Dörfer, före detta forskningschef på Totalförsvarets forskningsinstitut (FOI), dömde ut handlingen i romanen som "helt osannolik". Han ansåg bland annat att romanens rysk-amerikanska sammansvärjning kring ubåten Kursk garanterat skulle läckt ut för att skapa en politisk kris i USA, och att Vladimir Putins Ryssland aldrig skulle ställa upp på en plan att attackera Israel.
Romanen toppade den svenska bästsäljarlistan i fyra månader.